# Conexão Xuxa
Conexão Xuxa foi um programa da Rede Globo, apresentado por Xuxa, em que são apresentados vários artistas disputando várias provas em diversos lugares do Brasil.
O primeiro cenário escolhido pelo Conexão Xuxa são as Dunas de Genipabú, em Natal.
Em cada etapa há um desafio sobre a cidade em que acontecem as provas e sobre uma banda que se apresenta no programa. Teve o modelo inspirado no antigo Planeta Verão.

## Equipes

### Equipe Azul
- Daniele Suzuki (30, Atriz)
- Marreco (25, Atleta de Weakebord)
- Marcos Henrique (14, Ator Mirim)

### Nova Equipe Azul
- Mussunzinho (15, Ator Mirim)
- Ricardo Tozzi (32, Ator)
- Fernanda Keller (44, Triatleta)

### Equipe Verde
- Fiorella Mattheis (20, Atriz)
- Christian Zocoloto (12, Ator Mirim)
- Diogo Silva (25, Lutador de Taekwendo)

### Nova Equipe Verde
- Diego Alemão (26, Campeão BBB7)
- Dani Monteiro (27, Atleta Radical)
- Pérola Faria (17, Atriz)[carece de fontes?]

### Equipe Amarela
- Jorge de Sá (23, Ator)
- Sandra Pires (34, Jogadora de Vôlei de Praia)
- Tamara Ribeiro (14, Atriz Mirim)

### Nova Equipe Amarela
- Rafael Ciani (16, Ator)
- Maria Maya (26, Atriz)
- Tande (37, Jogador de Vôlei)

### Equipe Laranja
- Caco Ricci (29, Modelo)
- Adriana Behar (38, Jogadora de Vôlei de Praia)
- Caroline Molinari (14, atriz)

### Nova Equipe Laranja
- Bruna Marquezine (13, Atriz)
- Fernanda Vasconcellos (24, Atriz)
- Teco Padaratz (36, Surfista Profissional)

## Final

### Equipe Azul
- Caco Ricci
- Adriana Behar
- Caroline Molinari

### Equipe Verde
- Mussunzinho
- Ricardo Tozzi
- Fernanda Keller

### Equipe Amarela
- Fiorela Mattheis
- Christian Zocoloto
- Marreco

### Equipe Laranja
- Diego Alemão
- Dani Monteiro
- Pérola Faria

## Placar
- Etapa Nordeste:

1º Equipe Laranja
2º Equipe Verde
3º Equipe Azul
4º Equipe Amarela
- Etapa Salvador:

1º Equipe Verde
2º Equipe Azul
3º Equipe Amarela
4º Equipe Laranja
- Etapa Rio (Final):

Campeões: Equipe Azul (Carol Molinare, Caco Ricci, Adriana Behar).

## Cidades
- 1ª Natal
- 2ª João Pessoa
- 3ª Olinda
- 4ª Salvador
- 5ª Rio de Janeiro

## Curiosidades
- Na final, Diogo Silva foi substituído por Marreco porque havia se machucado.